# Never Mind the Bollocks, Here's the Sex Pistols
Never Mind the Bollocks, Here's the Sex Pistols är det engelska punkbandet Sex Pistols debutalbum och enda officiella fullängdsalbum under deras verksamma tid. Albumet utgavs på etiketten Virgin Records i oktober 1977 och kom att bli en stor framgång i Storbritannien. Med låtar som "Anarchy in the U.K." och "God Save the Queen" stack albumet etablissemanget och det brittiska samhället i ögonen. 
Bara titeln på albumet gjorde att det ifrågasattes. "Bollocks" är synonymt med mannens testiklar på brittisk engelska, men ska i sammanhanget översättas till "skitsnack", en idag vanligare innebörd. Vissa skivhandlare i Storbritannien blev åtalade för osedlighetsbrott under 1889 års "Indecent Advertisement Act" då de saluförde skivan och uppmanades att täcka över ordet i fråga.
Singeln "God Save the Queen" som attackerar den brittiska drottningen utgavs i samband med hennes 25-årsjubileum som regent och skapade stor kontrovers i pressen. BBC förbjöd sina radiostationer att spela låten på dagtid och på många listor censurerades namnet på låten och bandet trots att den nådde på plats nummer 2 över mest sålda singlar i Storbritannien. Bandets sångare Johnny Rotten blev till och med attackerad och vid flertal gånger knivskuren.

## Kuriosa
År 2002 gjordes en dokumentär om inspelningen av albumet i serien Classic Albums.

## Låtlista
| 1. | Holidays in the Sun | Steve Jones, Johnny Rotten, Sid Vicious | 3:22 |
| 2. | Bodies              | Jones, Rotten, Vicious                  | 3:03 |
| 3. | No Feelings         | Jones, Rotten, Glen Matlock             | 2:53 |
| 4. | Liar                | Jones, Matlock                          | 2:41 |
| 5. | God Save the Queen  | Jones, Rotten, Matlock                  | 3:20 |
| 6. | Problems            | Jones, Rotten, Matlock                  | 4:11 |

| 1. | Seventeen           | Jones, Rotten, Matlock | 2:02 |
| 2. | Anarchy in the U.K. | Jones, Rotten, Matlock | 3:32 |
| 3. | Submission          | Jones, Rotten, Matlock | 4:12 |
| 4. | Pretty Vacant       | Jones, Rotten, Matlock | 3:18 |
| 5. | New York            | Jones, Rotten, Matlock | 3:07 |
| 6. | EMI                 | Jones, Rotten, Matlock | 3:10 |

## Medverkande
- Johnny Rotten – sång
- Steve Jones – gitarr, elbas, bakgrundssång
- Sid Vicious – elbas på "Bodies"
- Glen Matlock – elbas på "Anarchy in the U.K."
- Paul Cook – trummor

## Listplaceringar
| Lista (1977-1978) | Position               |
| ----------------- | ---------------------- |
| Australien        | 23 (Kent Music Report) |
| Finland           | 9                      |
| Frankrike         | 18                     |
| Nederländerna     | 16                     |
| Norge             | 11 (VG-lista)          |
| Nya Zeeland       | 27                     |
| Storbritannien    | 1 (UK Albums Chart)    |
| Sverige           | 12 (Topplistan)        |
| USA               | 106 (Billboard 200)    |